# Dagen van gekken en dwazen

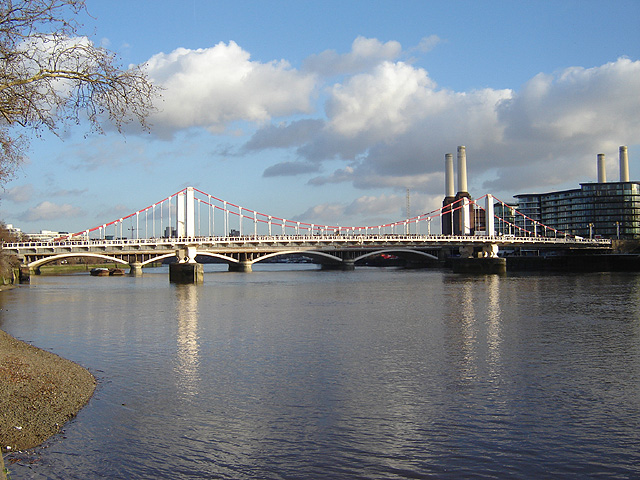
Chelsea Bridge

Dagen van gekken en dwazen (Engelse titel: All fool's day) is een roman van de Britse schrijver Edmund Cooper. Het boek valt in de categorie sciencefiction en avonturenroman. Het verhaal speelt zich grotendeels af eind 20e eeuw/begin 21e eeuw in Engeland. 

## Synopsis
Het verhaal begint in 1978. Er is al enige tijd sprake van verhoogde zonneactiviteit en dat is de oorzaak van dat mensen veelvuldig zelfmoord plegen. Zogenaamde “transies” (gekken en dwazen) blijven van de neiging tot zelfmoord bespaard. Ook de hoofdpersoon Greville geeft aan de neiging tot zelfmoord toe. Op de Chelsea Bridge verongelukt hij met zijn auto. Hij komt echter niet te overlijden, wel komt zijn vrouw Pauline bij het verkeersongeluk om. Greville wordt schuldig bevonden aan haar dood en verdwijnt in gevangenis. Gedurende zijn straftijd glijdt het Verenigd Koninkrijk verder af. Als Greville zijn vrijheid terugkrijgt is er nog maar één vaste baan beschikbaar. Hij moet in dienst als grafdelver, maar ook het leger aan grafdelvers is te klein om de slachtoffers van zelfmoord bij te houden. Engeland wordt steeds meer bevolkt door loslopende honden, katten, varkens en met name ratten. Greville keert terug naar die Chelsea Bridge en weet ene Liz uit de handen van de honden te houden. Samen beginnen ze aan een trektocht door een steeds verder onttakeld Engeland. Zij worden in hinderlagen gelokt, worden opgepakt door het Broederschap der Snoodheid en ingedeeld in het leger van James Orngood. Telkens weten zij te ontsnappen. Liz wordt daarbij iedere keer als “gewillig” slachtoffer misbruikt. Tot slot belanden zij in de Strijdmacht van de Hoop. Daar vinden Greville en Liz gelijkgestemden. Deze strijdmacht onderwerpt zich aan Greville, die door middel van een dictatorschap weer een geregeld leven van de grond probeert te krijgen. De Strijdmacht ontbeert echter voldoende vrouwen, zodat het leger eerst nog in een klooster een twintigtal vrouwen aan zich moet binden. Uiteindelijk start het nieuwe Engeland door de stichting van een republiek in Cornwall. Uiteindelijk komt ook Greville aan zijn einde op Chelsea Bridge, als hij in 2018 als leider van de nieuwe republiek Londen probeert te bereiken.

## Verhaaltrant
Cooper stond niet bekend als grote vernieuwer en progressief. Dat heeft zijn weerslag in het boek. De politieke situatie in Engeland 1966 was dat Harold Wilson van de Labour Party premier van het Verenigd Koninkrijk was. Verval was in Coopers ogen onvermijdelijk. Cooper moest ook niets hebben van vrouwenemancipatie. In het boek zijn de vrouwen alleen maar goed als verpleegster of hoer. Enige goede daden die ze kunnen verrichten is het baren van kinderen en seksuele handelingen. Motto van Liz is gedurende het gehele boek: "Ik kan alleen maar naaien". De oplossing van de problemen binnen Engeland zocht Cooper in een Heilstaat (Strijdmacht van de Hoop) met dictatuur. 